# تيتي بوينغو
تيتي بوينغو (بالبرتغالية: André Titi Buengo‏) (مواليد 11 فبراير 1980) هو لاعب كرة قدم. يلعب مع منتخب أنغولا لكرة القدم. سبق له أن لعب في كأس العالم لكرة القدم مع منتخب بلاده.

## روابط خارجية
- تيتي بوينغو على موقع قاعدة بيانات كرة القدم.إي يو (الإنجليزية)
- تيتي بوينغو على موقع ليكيب (الفرنسية)
- تيتي بوينغو على موقع ناشيونال فوتبول تيمز (الإنجليزية)
- تيتي بوينغو على موقع Soccerway.com (الإنجليزية)
- تيتي بوينغو على موقع عالم كرة القدم.نت (الإنجليزية)